# Acide férulique
L'acide férulique est un acide organique présent, lui ou ses esters, dans de nombreuses plantes. Ce dérivé de l'acide cinnamique participe à la synthèse de la lignine qui forme les parois des cellules végétales et est un précurseur de molécules aromatiques. Son nom provient de Ferula, un genre de plantes herbacées de la famille des Apiacées.

## Structure
L'acide férulique est un phénylpropanoïde, plus précisément un dérivé de l'acide cinnamique. Il s'agit d'un groupe acrylique lié à un cycle phényle substitué par un groupe hydroxy et un groupe méthoxy, ce qui rend sa structure extrêmement proche de celle de l'acide caféique (à partir duquel il est d'ailleurs biosynthétisé), la seule différence étant un groupe méthoxy à la place d'un groupe hydroxy. Sa structure est aussi très proche de celle de la curcumine.

## Occurrence naturelle
L'acide férulique, comme l'acide dihydroférulique, est un composé de la lignocellulose, qui sert à faire le lien entre la lignine et les polysaccharides, ce qui confère leur solidité aux parois des cellules végétales. Il est présent dans de nombreuses graines comme le riz, le blé, l'avoine mais aussi dans le café, les pommes, les artichauts, les cacahouètes, les oranges et les ananas. Il est d'ailleurs possible d'extraire l'acide férulique du son de blé ou de maïs en utilisant des bases concentrées (soude, potasse). La biosynthèse de l'acide férulique se fait par méthoxylation de la fonction hydroxy meta de l'acide caféique grâce à une enzyme spécifique, l'acide caféique-O-méthyl transférase.
L'acide férulique est aussi un intermédiaire dans la synthèse des monolignols (en particulier de l'alcool coniférylique qui est obtenu par double réduction de l'acide férulique), c'est-à-dire les monomères de la lignine, et il est aussi utilisé dans la synthèse des lignanes.

## Applications

### Domaine biomédical
L'acide férulique, comme de nombreux phénols, est un antioxydant dans le sens où il est réactif avec les radicaux libres comme les dérivés réactifs de l'oxygène (DRO). Des études sur des animaux in vitro montreraient que l'acide férulique pourrait avoir une activité anti-tumeur directe dans le cas du cancer du sein ou du foie. L'acide férulique pourrait avoir des effets pro-apoptosiques dans les cellules cancéreuses, menant ainsi à leur destruction. L'acide férulique aurait aussi des effets préventifs sur les cancers induits par l'exposition à certains cancérigènes comme le benzopyrène ou le 1-oxyde de 4-nitroquinoline. Ces études ne portent cependant pas sur des essais cliniques aléatoires faits sur des humains et par conséquent les résultats de ces études peuvent ne pas être directement applicables aux humains.
Ajouté à une préparation topique d'acide ascorbique et de vitamine E, l'acide férulique pourrait réduire le stress oxydant et la formation de dimères de thymine dans le derme.

### Précurseur synthétique
L'acide férulique étant très abondant, il est utile à la synthèse de la vanilline, un arôme de synthèse utilisé couramment à la place d'extraits de vanille. L'acide férulique est aussi un précurseur dans la fabrication de substances anti-microbiennes pour les savons, parfums et cosmétiques.

### Spectrométrie de masse
L'acide férulique est utilisé comme matrice pour les protéines dans la désorption-ionisation laser assistée par matrice pour les analyses par spectrométrie de masse.

### Masqueur de l'amertume
Kraft Foods a breveté en 1993 l'utilisation de l'acide férulique et ses sels (de 0,001 % à 0,2 %), en particulier le férulate de sodium, comme agent masquant l'arrière-goût amer d'édulcorants artificiels tels que l'acésulfame potassium et la saccharine.